# Grundtvigs Højskole Marielyst
 For alternative betydninger, se Højskolen Marielyst.
Grundtvigs Højskole Marielyst modtog første elevhold den 3. november 1856. Højskolen blev opkaldt efter Grundtvigs anden hustru Marie Toft og havde til huse på en gård ved København. Baggrunden var en folkegave indsamlet til N.F.S. Grundtvig i anledning af hans 70 års fødselsdag den 8. september 1853. I 1890 overtog Grundtvigs Højskole Lyngby Landbrugskole. Bygningerne her blev solgt i 1937, hvor man overtog Frederiksborg Højskole i Hillerød, hvor den i dag fortsat eksisterer under navnet Grundtvigs Højskole Frederiksborg. 

## Historie
Marielyst var en højskole på Ydre Østerbro, som blev foræret til N.F.S. Grundtvig som fødselsdagsgave efter hans 70 års fødselsdag.  
Fra 1832 udkrystalliseredes hos Grundtvig tanken om "en folkelig dansk højskole" i modsætning til "den ufolkelige, latinske højskole" (som var universitetet). Da han blev 70 år i 1853, fik han pengegaver til at starte Grundtvigs Højskole.  
Den startede beskedent den 3. november 1856 i hovedgården Marielyst i Haraldsgade på Ydre Østerbro. 
Skolens første forstander var teologen Carl Joakim Brandt (1817-89) som også har fået en vej i nærheden opkaldt efter sig. Brandt blev i 1860 sognepræst i Holme Olstrup og i 1872 afløste han Grundtvig som præst i Vartov.). Der var undervisning i landmåling, agerbrug, kvægavl og kemi, samt modersmålet, men det gik ikke så godt for Grundtvigs Højskole, som eleverne svigtede. 
7.000 rigsdaler kostede det at indrette og erhverve Marielyst. Den kom til at hedde Marielyst til minde om Grundtvigs anden hustru, den unge Marie Toft, der døde 9.7.1854 efter nedkomst med Frederik Lange Grundtvig (1854-1903).
Marielyst-skolen flyttedes siden, i 1890, til Lyngby og sloges i 1937 sammen med Frederiksborg Højskole i Hillerød, nu under det endelige navn Grundtvigs Højskole Frederiksborg.
På hjørnet af Lersø Parkallé står udfor Haraldsgade 61 en minde-granitsten(opstillet 1956). 
Der er indhugget disse ord: "HER LÅ GRUNDTVIGS HØJSKOLE/MARIELYST/1856-1890". Forneden fortsættes: "HVAD SOLSKIN ER/FOR DEN SORTE MULD/ER SAND OPLYSNING/FOR MULDETS FRÆNDE" Støtten er kronet af et fint relief af huset i to etager med trekantgavl og mansardtag.
Marielyst Højskole bestod af fire-fem bygninger og lå Haraldsgade nr. 61, indtil den tilbageblevne Hovedbygning blev revet ned i begyndelsen af 1950’erne for at give plads til en Transformatorstation.

## Forstandere
Denne liste er ufuldstændig; hjælp gerne med at udfylde den.
Forstandere fra 1856 indtil 1937, derefter se Grundtvigs Højskole Frederiksborg.
- 1856-1859: Carl Joakim Brandt[1][2]
- 1859-1890: Carl Grove[2]
- 1892-1919: Hans Rosendal[3]
- 1919-19??: Hans August Rosendal[3]
- 19??-1925: Holger Begtrup[4]
- 1925-193?: Frederik Begtrup[4]